# 月が丘 (神戸市)
月が丘（つきがおか）は、兵庫県神戸市西区の大字。郵便番号651-2217。

## 地理
神戸市西区押部谷地区の中部に位置する丘陵地帯であり、1977年度から神戸市が開発した住宅地のため、グリーンタウン月が丘とも呼ばれる。西側は美穂が丘・押部谷町福住・南側は押部谷町押部・東側は押部谷町栄・北側は三木市志染町三津田と隣接する。

## 歴史

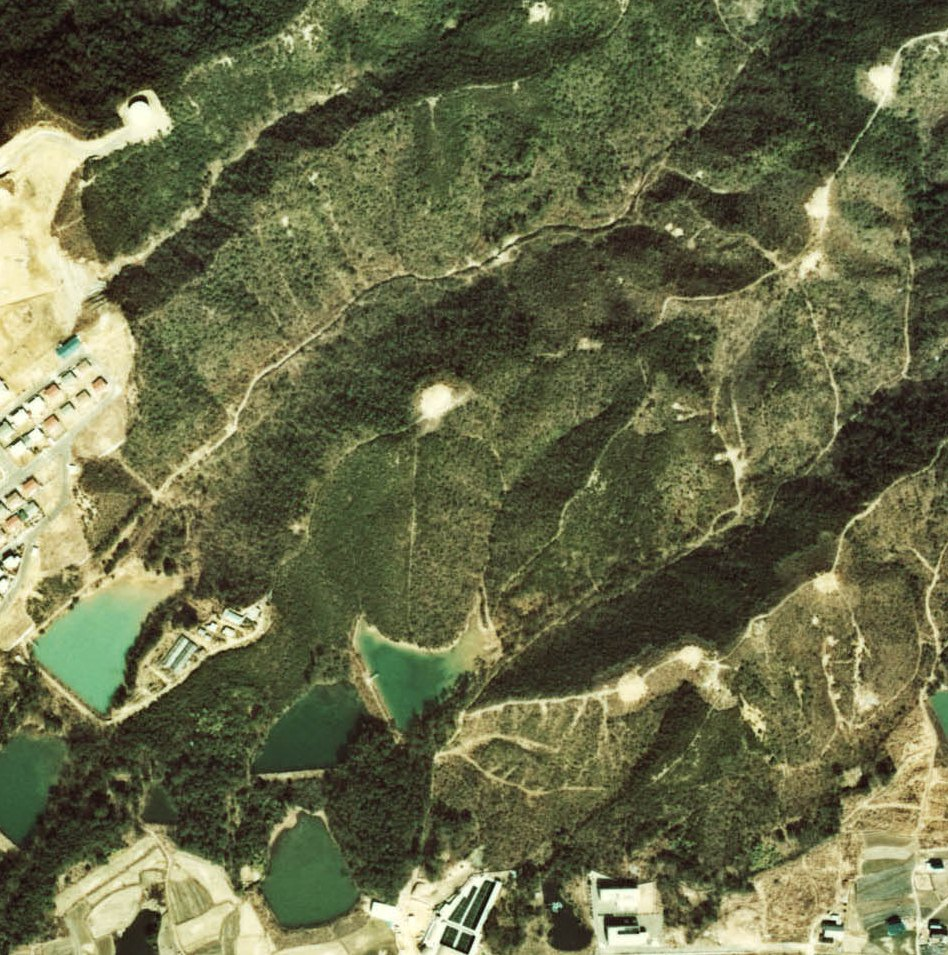
開発前の月が丘（1974年度撮影）

### 沿革
- 1977年 - 開発事業が始められる[4]。
- 1985年7月 - 押部谷町押部・押部谷町福住の一部から分離する[6]。
- 1995年9月1日 - 神戸市立月が丘小学校が開校する[7]。
- 2010年 - 開発事業が終了する[4]。

### 字域の変遷
| 実施後 | 実施年                | 実施前                             |
| ------ | --------------------- | ---------------------------------- |
| 月が丘 | 1985年（昭和60年）7月 | 押部谷町押部・押部谷町福住から分離 |

## 世帯数と人口
2021年（令和3年）12月31日現在の世帯数と人口は以下の通りである。
| 町丁         | 世帯数    | 人口    |
| ------------ | --------- | ------- |
| 月が丘一丁目 | 64世帯    | 178人   |
| 月が丘二丁目 | 192世帯   | 448人   |
| 月が丘三丁目 | 181世帯   | 405人   |
| 月が丘四丁目 | 346世帯   | 772人   |
| 月が丘五丁目 | 439世帯   | 983人   |
| 月が丘六丁目 | 204世帯   | 440人   |
| 計           | 1,426世帯 | 3,226人 |

## 小・中学校の学区
市立小・中学校に通う場合、学区は以下の通りとなる。
| 大字   | 番地 | 小学校               | 中学校               |
| ------ | ---- | -------------------- | -------------------- |
| 月が丘 | 全域 | 神戸市立月が丘小学校 | 神戸市立押部谷中学校 |

## 交通

### 鉄道
地内に鉄道は引かれていない。

### バス
- 神姫バス

### 道路
- 兵庫県道563号神出山田自転車道線

## 施設

神戸市立月が丘小学校

- 神戸市立月が丘小学校
- コープこうべ月が丘店
- 月が丘公園
- 月が丘周辺緑地
- 月が丘福祉センター